# (1,2,5,6-Tetrahydropyridin-4-yl)metylfosfinsyre
(1,2,5,6-Tetrahydropyridin-4-yl)metylfosfinsyre er en GABA antagonist, som er selektiv for GABAA-rho receptorer.